# В лучшем мире (1-й сезон)
Первый сезон американского телесериала «В лучшем мире» премьера которого состоялась на канале NBC 19 сентября 2016 года, а заключительная серия сезона вышла 19 января 2017 года.

## Сюжет
Элеанор Шелстроп просыпается в загробном мире под названием «Хорошее место». Здесь красивые зелёные луга застилает светом яркое солнце и обдувает приятный летний ветерок, да ещё проводник Майкл любезно объясняет прибывшим, что они умерли.
В Хорошее место люди попадают за хорошие поступки, однако, вспоминая свою прошлую жизнь, Элеанор понимает, что попала сюда по ошибке. Она вовсе не заслуживает райского уголка. Всё, что ей остаётся — соответствовать моральным качествам местных жителей и не выдавать свою истинную натуру.

## В ролях

### Основной состав
- Кристен Белл -  Элеанор Шеллстроп
- Уильям Джексон Харпер - Чи́ди Анагони́
- Джамила Джамил - Таха́ни Аль-Джамиль
- Мэнни Хасинто - Джейсон Мендоса / «Джуа́ни»
- Д’Арси Карден — Джанет
- Тед Дэнсон — Майкл

### Второстепенный состав
- Тия Сикар — Вики / Дениз / настоящая Элеанор Шеллстроп
- Адам Скотт — Тревор
- Марк Эван Джексон — Шон
- Марибет Монро — Минди Сент-Клэр
- Юджин Кордеро — Пилюлька
- Ребекка Хэзлвуд - Камила Аль-Джамиль, чрезвычайно успешная и конкурентоспособная младшая сестра Тахани.
- Эджей Мехта - Вакас Аль-Джамиль, отец Тахани.
- Анна Хайа - Маниша Аль-Джамиль, мать Тахани.

### Гостевой состав
- Лесли Гроссман - Донна Шеллстроп, мать Элеоноры.
- Том Бейер - Дуг Шеллстроп, отец Элеоноры.

## Эпизоды
| № общий | № в сезоне | Название                                                             | Режиссёр            | Автор сценария              | Дата премьеры    | Произв. код | Зрители в США (млн) |
| --- | ---------- | -------------------------------------------------------------------- | ------------------- | --------------------------- | ---------------- | ----------- | ------------------- |
| 1 | 1          | «Everything Is Fine» «Все прекрасно»                                 | Дрю Годдард         | Майкл Шур                   | 19 сентября 2016 | 101         | 8.04                |
| Недавно умершая Элеонора Шеллстроп отправляется в хорошее место, но только по ошибке; Элеонора полна решимости стать лучшим человеком в своей загробной жизни с помощью друзей Чиди и Джанет. |            |                                                                      |                     |                             |                  |             |                     |
| 2 | 2          | «Flying» «Полет или мусор»                                           | Майкл МакДональд    | Алан Янг                    | 19 сентября 2016 | 102         | 8.04                |
| 3 | 3          | «Tahani Al-Jamil» «Тахани аль-Джамиль»                               | Бет МакКарти-Миллер | Аиша Мухаррар               | 22 сентября 2016 | 103         | 5.25                |
| 4 | 4          | «Jason Mendoza» «Джейсон Ментоса»                                    | Пэймэн Бенц         | Джо Манде                   | 29 сентября 2016 | 104         | 4.45                |
| 5 | 5          | «Category 55 Emergency Doomsday Crisis» «Категория 55 Судный Кризис» | Морган Сэкетт       | Мэтт Мюррэй                 | 6 октября 2016   | 105         | 4.97                |
| 6 | 6          | «What We Owe to Each Other» «Что мы должны друг другу»               | Такер Гейтс         | Джош Сигал & Дилан Морган   | 13 октября 2016  | 106         | 4.23                |
| 7 | 7          | «The Eternal Shriek» «Вечный крик»                                   | Трент О’Доннелл     | Меган Амрам                 | 20 октября 2016  | 107         | 3.79                |
| 8 | 8          | «Most Improved Player» «Наиболее улучшенный игрок»                   | Тристрам Шапиро     | Дэн Скофилд                 | 27 октября 2016  | 108         | 3.89                |
| 9 | 9          | «...Someone Like Me as a Member» «Кто-то вроде меня как часть клуба» | Дин Холлэнд         | Джен Статский               | 3 ноября 2016    | 109         | 3.68                |
| 10 | 10         | «Chidi's Choice» «Выбор Чиди»                                        | Линда Мендоса       | Деми Аджуйигбе              | 5 января 2017    | 110         | 3.53                |
| 11 | 11         | «What's My Motivation» «Какова моя мотивация»                        | Линн Шелтон         | Эндрю Лоус                  | 12 января 2017   | 111         | 3.64                |
| 12 | 12         | «Mindy St. Claire» «Минди Сент Клер»                                 | Дин Холлэнд         | Джен Статский & Меган Амрам | 19 января 2017   | 112         | 3.93                |
| 13 | 13         | «Michael's Gambit» «Майкл Гамбит»                                    | Майкл Шур           | Майкл Шур                   | 19 января 2017   | 113         | 3.93                |